# Sibiraea tianschanica
Sibiraea tianschanica är en rosväxtart som först beskrevs av Krassn., och fick sitt nu gällande namn av Antonina Ivanovna Pojarkova. Sibiraea tianschanica ingår i släktet Sibiraea och familjen rosväxter. Inga underarter finns listade i Catalogue of Life.
Arten förekommer glest fördelad i Kazakstan och Kirgizistan. Den är mycket sällsynt. Beståndet hotas av röjning när jordbruksmark, turistanläggningar och samhällen etableras. I båda stater är Sibiraea tianschanica upptagen i den röda listan för utrotningshotade arter. IUCN kategoriserar arten globalt som akut hotad.